# Wang Yu (friidrottare)
Wang Yu, född 18 augusti 1991, är en friidrottare från Kina. Han deltog vid olympiska sommarspelen 2016 och olympiska sommarspelen 2020.